# Roelos de Sayago
Roelos de Sayago – gmina w Hiszpanii, w prowincji Zamora, w Kastylii i León, o powierzchni 54,99 km². W 2011 roku gmina liczyła 184 mieszkańców.